# Assokolaj
Assokolaj (in lingua russa Ассоколай) è un centro abitato dell'Adighezia, situato nel Teučežskij rajon. La popolazione era di 1.448 abitanti al dicembre 2018. Ci sono 15 strade.